# Volvo C30
La Volvo C30 è un'autovettura con carrozzeria berlina 2 volumi stile coupé prodotta dalla casa automobilistica svedese Volvo dal 2006 al 2012. Era disponibile unicamente in versione tre porte e con quattro posti nella configurazione classica delle auto con portellone posteriore.

## Il contesto
Anticipata dall'omonima concept car esposta al Salone dell'automobile di Detroit nel 2006, la Volvo C30 segna il ritorno ai modelli compatti sportivi della casa svedese dopo il vuoto lasciato nel listino dall'uscita di scena nel 1995 della Volvo 480.
La prima mondiale della versione definitiva avviene al Salone dell'automobile di Ginevra edizione 2007.
Progettata utilizzando la piattaforma comune alle sorelle S40 e C70 oltre che ad altre vetture del gruppo Ford come la Focus, la vettura abbina ad una linea pulita e sportiva nel pieno rispetto del design Volvo, motorizzazioni potenti capaci di emissioni contenute. La sicurezza è garantita dal massimo punteggio totalizzato nei crash test Euro NCAP (5 stelle nell'urto frontale).
Nel 2009 è stata introdotta la versione C30 Polar disponibile sia con il motore 1.6 benzina che con i diesel 1.6 D 16V DRIVe. Questa versione riprende la denominazione dall'antenata Volvo 240 per distinguere un modello caratterizzato da una buona dotazione di serie (climatizzatore, controllo elettronico di stabilità e trazione, alzacristalli elettrici anteriori, divano posteriore frazionato, cerchi in lega da 16", telaio ribassato di 10 millimetri per il 1.6 D e filtro attivo antiparticolato sempre per il solo motore 1.6 D) abbinato ad un prezzo di listino ridotto.

### Restyling 2009

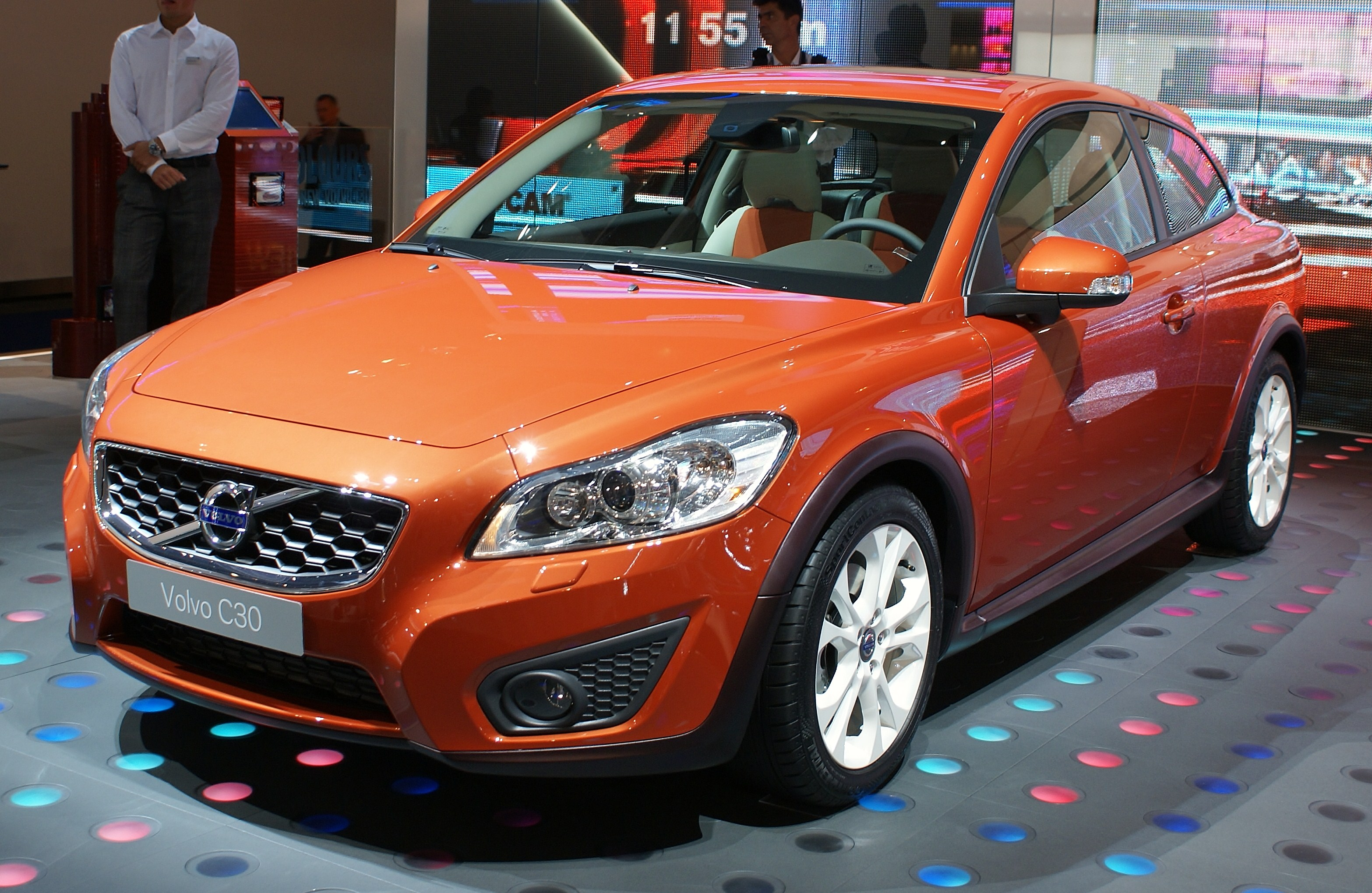
La Volvo C30 ristilizzata del 2009

La versione ristilizzata della C30 è stata svelata nel settembre del 2009 con la presentazione al Salone dell'automobile di Francoforte dello stesso anno; i segni distintivi della nuova serie sono il frontale che espone un nuovo disegno ispirato alla nuova linea comune di casa Volvo introdotto dalla XC60, con una fanaleria di forma arrotondata che si estende agli estremi del muso e la mascherina che incorpora il nuovo marchio della casa circolare di dimensioni maggiori rispetto al passato. Le nuove nervature del paraurti e le prese d'aria anteriori rendono la C30 più aerodinamica. La coda non subisce modifiche evidenti: introdotto l'impianto d'illuminazione a Led e i nuovi terminali di scarico sdoppiati per le motorizzazioni 5 cilindri. Nuovi disegni dei cerchi in lega (disponibili anche nel colore bianco) e inedite colorazioni per la carrozzeria e gli interni; disponibili nuove pacchetti per la verniciatura bicolore con elementi che richiamano le sportive R-Design. L'assetto è stato irrigidito del 10% con le relative migliorie da parte della stabilità, precisione di guida e maneggevolezza. Con questo aggiornamento i motori 2.0 e 2.5 T5 sono stati nuovamente omologati secondo i parametri della normativa Euro 5.

### C30 Polestar

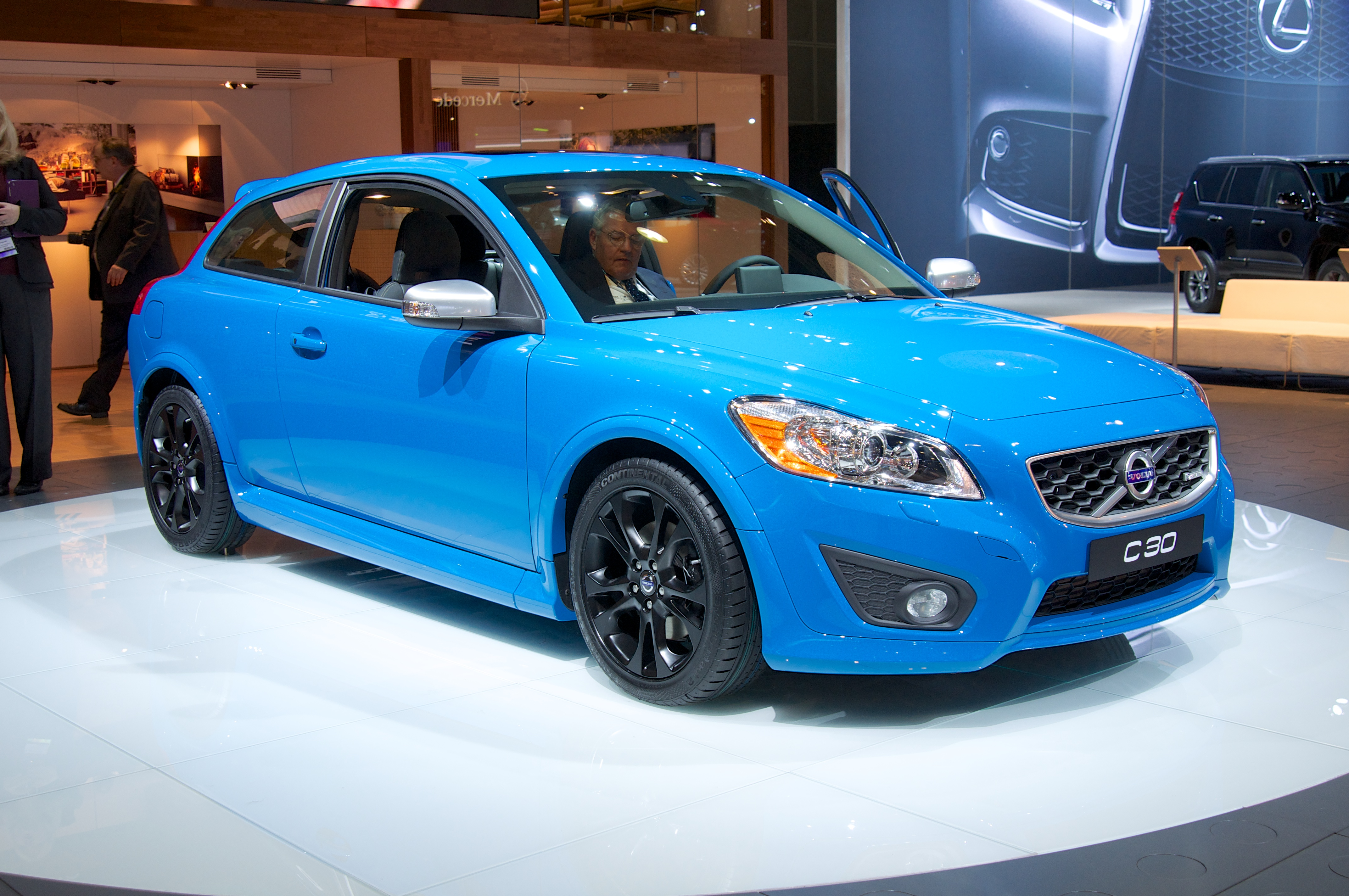
Un prototipo di una Volvo C30 Polestar al Los Angeles Auto Show del 2012

È presente anche una versione più sportiva della C30, la C30 Polestar Performance Concept con un motore da 2,5 litri 5 cilindri in linea da 405 CV e 510 Nm di coppia equipaggiata con un sistema di trazione integrale. Il motore di partenza è quello della versione T5, ma qui è dotata di un nuovo sistema di sovralimentazione gestita dalla Turbina KKK26. Ad essa sono state modificate tantissime componenti come l'Intercooler che ora è più grande, pistoni, bielle e albero a camme (lato aspirazione) completamente modificati e inediti.
Altri componenti modificati sono l'Impianto frenante realizzato dalla Brembo con dischi anteriori dal diametro di 380 mm a sei pistoncini e dischi posteriori da 330 mm a quattro pistoncini, all'interno di cerchi BBS da 19" con gomme Pirelli PZero da 235/35. La vettura è stata equipaggiata anche con un pacchetto aerodinamico derivante dallo STCC , il campionato svedese turismo. Gli interni riportano un allestimento sportivo con sedili avvolgenti da corsa dotate di cinture di sicurezza a 4 punti. La C30 Polestar è rimasta solo allo stadio di prototipo.

### Motorizzazioni
Al lancio la vettura era equipaggiata con tre motorizzazioni a benzina di origine Ford (1.6 16V da 101 cavalli, 1.8 16V da 125 cavalli e 2.0 16V da 145 cavalli) e due motorizzazioni a 5 cilindri di origine Volvo, un 2.4 aspirato da 170cv e un 2.5 turbo da 220 cavalli. Dal 2008 il motore 2.5 è stato potenziato a 230 cavalli mentre il 1.8 è stato riomologato per il funzionamento anche con miscela E85 e sarà in listino in Italia fino all'ottobre 2009. Per quanto riguarda le motorizzazioni a gasolio al debutto erano disponibili: un 1.6 da 109 cavalli, un 2.0 da 136 cavalli e, infine, un Volvo D5 2.4 da 180 cavalli. Dal 2008 è disponibile anche una versione ecologica della C30 1.6 D denominata DRIVe con emissioni di anidride carbonica contenute. Questa versione dal 2009 è stata dotata anche del sistema start e stop per renderla ancor più pulita ed è disponibile anche con il pacchetto sportivo R-Design.
Le motorizzazioni benzina 1.600 e 1.800 cm³ sono abbinate ad una trasmissione manuale a 5 rapporti mentre le restanti motorizzazioni sono disponibili con il manuale a 6 rapporti. Tra gli optional è disponibile il cambio automatico sequenziale Geartronic a 5 rapporti abbinato ai propulsori 2.5 T5 e 2.4 D5. Il 2.0 D dal 2008 è disponibile anche con un cambio robotizzato a doppia frizione denominato Powershift utilizzato anche dalla Ford Focus. Notevoli le prestazioni del 2.5 turbo a benzina, che eroga 230 cavalli, capace di scattare nello 0-100 in 6,7 secondi.
| Modello                      | Disponibilità       | Motore                               | Cilindrata cm³ | Potenza         | Coppia max                   | Emissioni CO2 (g/Km) | 0–100 km/h (secondi) | Velocità max (Km/h) | Consumo medio (Km/l) |
| 1.6 16V                      | dal debutto al 2011 | 4 cilindri in linea, Benzina         | 1.596          | 74 kW (101 CV)  | 150 N·m @4.000 giri/min      | 167                  | 11,8                 | 185                 | 14,3                 |
| 1.8 16V Flexy-Fuel           | dal debutto al 2009 | 4 cilindri in linea, Benzina-Etanolo | 1.798          | 92 kW (125 CV)  | 165 N·m @4.000 giri/min      | 174                  | 10,8                 | 200                 | -                    |
| 2.0 16V                      | dal debutto         | 4 cilindri in linea, Benzina         | 1.999          | 107 kW (145 CV) | 185 N·m @4.500 giri/min      | 177                  | 9.4                  | 210                 | 13,5                 |
| 2.4 20v                      | dal debutto         | 5 cilindri in linea Benzina          | 2.435          | 125kw (170cv)   | 235 N.m @ 4.400 giri/min     | 203                  | 8.8                  | 225                 | 12.8                 |
| 2.5 T5 20v                   | dal 2008            | 5 cilindri in linea, Benzina         | 2.521          | 169 kW (230 CV) | 320 N·m @1.500 giri/min      | 208 (203 dal 2009)   | 6,7                  | 240                 | 11,5                 |
| 1.6 D 16V                    | dal debutto al 2009 | 4 cilindri in linea, Diesel (D4164T) | 1.560          | 80 kW (109 CV)  | 240 N·m @1.500 giri/min      | 129                  | 11,9                 | 190                 | -                    |
| 1.6 D 16V DRIVe              | dal 2008            | 4 cilindri in linea, Diesel (D4164T) | 1.560          | 80 kW (109 CV)  | 240 N·m @1.500 giri/min      | 115 (119 dal 2009)   | 11,3                 | 190                 | 22,2                 |
| 1.6 D 16V DRIVe Stop & Start | dal 2009            | 4 cilindri in linea, Diesel (D4164T) | 1.560          | 80 kW (109 CV)  | 240 N·m @1.500 giri/min      | 99                   | 11,3                 | 190                 | 26,3                 |
| 1.6 D2 8V                    | dal 2010            | 4 cilindri in linea, Diesel (D4162T) | 1.560          | 84 kW (114 CV)  | 270 N·m @ 1750 giri/min      | 114                  | 11,3                 | 195                 | 23,3                 |
| 2.0 D 16V                    | dal debutto al 2009 | 4 cilindri in linea, Diesel (D4204T) | 1.997          | 100 kW (136 CV) | 320 N·m @2.000 giri/min      | 151                  | 9,4                  | 210                 | 17,5                 |
| 2.0 D4 20V                   | dal 2010            | 5 cilindri in linea, Diesel          | 1.984          | 130 kW (177 CV) | 400 N·m @ 1750-2750 giri/min | 134                  | 8,6                  | 220                 | 19,6                 |
| 2.0 D3 20V                   | dal 2010            | 5 cilindri in linea, Diesel          | 1.984          | 110 kW (150 CV) | 350 N·m @ 1500-2750 giri/min | 134                  | 9,4                  | 210                 | 19,6                 |
| 2.4 D5 20V                   | dal debutto         | 5 cilindri in linea, Diesel          | 2.401          | 132 kW (180 CV) | 400 N·m @2.000 giri/min      | 164                  | 7,7                  | 220                 | 16,1                 |

## Produzione
L'ultima C30, dalla vernice bianca con cerchi bruniti in allestimento Polestar, esce dalle catene di montaggio della fabbrica Volvo a Gent il 19 dicembre 2012 e verrà destinata non a una concessionaria, ma verrà messa in palio in un concorso su Twitter; siccome su 7 Volvo C30 fabbricate, 1 è stata venduta in Gran Bretagna, la Volvo ha deciso di destinare l'ultimo esemplare proprio al mercato d'oltremanica. In totale le C30 prodotte dalla fine del 2006 alla fine del 2012 sono 209.510, la commercializzazione è continuata fino all'inizio del 2013.

### Produzione per anno
| Anno | Esemplari nel mondo |
| ---- | ------------------- |
| 2006 | 1.596               |
| 2007 | 46.726              |
| 2008 | 39.966              |
| 2009 | 32.409              |
| 2010 | 35.981              |
| 2011 | 27.090              |
| 2012 | 19.256              |